# کوه اورتیگارا
کوه اورتیگارا (به ایتالیایی: Monte Ortigara) یک کوه در ایتالیا است که در استان ویچنزا واقع شده‌است. کوه اورتیگارا ۲٬۱۰۵ متر بالاتر از سطح دریا واقع شده‌است.